# Tomoki Takamine
Tomoki Takamine (高嶺 朋樹, Takamine Tomoki), né le 29 décembre 1997 dans la préfecture d'Hokkaidō au Japon, est un footballeur japonais qui joue au poste de milieu de terrain au Hokkaido Consadole Sapporo.

## Biographie
Takamine commence sa carrière professionnelle en 2019 avec le club du Hokkaido Consadole Sapporo, club de J1 League. Avec ce club, il atteint la finale de la Coupe de la Ligue japonaise 2019.